# جون إدوارد باتلر
جون إدوارد باتلر هو سياسي كندي، ولد في 21 أكتوبر 1916، وتوفي في 4 نوفمبر 1999. حزبياً، نشط في الرابطة التقدمية المحافظة في ألبرتا ‏. وقد انتخب عضو الجمعية التشريعية ألبرتا.